# Jobs (film)
Jobs è un film del 2013, diretto da Joshua Michael Stern e con protagonista Ashton Kutcher. È un film biografico su Steve Jobs e descrive la vita e la carriera del co-fondatore della Apple, dal 1971, periodo in cui visse come hippy, fino al 2000, poco prima dell'invenzione dell'iPod.

## Trama
Il film si apre nel 2001 con Steve Jobs, che introduce l'iPod ad una riunione alla Apple Town Hall.
Con un flashback l'azione si sposta nel 1974, in una sala del Reed College.
Si incontra con il suo amico Daniel Kottke, entusiasta nel vederlo in possesso di una copia di Be Here Now, libro di Richard Alpert.
Steve, pur frequentando le lezioni universitarie sotto l'egida di Dean Dudman Jack, aveva già abbandonato gli studi a causa dell'elevato costo delle tasse scolastiche. Jobs era particolarmente interessato ad un corso di calligrafia.
Influenzato dal testo del libro, dalle sue esperienze con l'LSD, da Kottke, Steve trascorre un certo periodo di tempo in India.
Due anni dopo, torna a Los Altos, California e va a vivere a casa dei suoi genitori adottivi Paul e Clara. Lavora per la Atari. A seguito di una discussione avuta con Al Alcorn, quest'ultimo gli affida la revisione di Breakout, che Jobs sviluppa con la collaborazione del suo amico Steve Wozniak. A casa di Wozniak, Jobs è incuriosito ed entusiasmato da una scheda madre su cui Woz stava lavorando, e insieme ne costruiscono un prototipo di ciò che sarà in futuro considerato uno dei primi personal computer, l'Apple I.
Jobs e Wozniak chiamano la loro nuova società Apple Computer, anche se c'è già una società denominata Apple Records, di proprietà dei Beatles. Wozniak dà una dimostrazione del prototipo dell'Apple I al Homebrew Computer Club, dove Jobs stipula un contratto con Paul Terrell.
Steve chiede il permesso a suo padre, meccanico e carpentiere, di utilizzare il garage di famiglia per avviare l'attività. Una volta ottenuto, alla start-up Apple, si aggiungono i collaboratori di Jobs: Daniel Kottke, Bill Fernandez, Chris Espinosa, e più tardi Rod Holt.
Il gruppo deve mettere in conto la delusione di Terrell per ciò che stanno producendo, costringendo Jobs a cercare altri finanziamenti. Dopo molti tentativi falliti, grazie al contributo di Mike Markkula che investe nella loro società, riescono a procedere con lo sviluppo.
Jobs e Wozniak sviluppano Apple II, e nel 1977 lo introducono, al West Coast Computer Faire. L'Apple II è un successo straordinario, e improvvisamente, la società prende quota. Ma il successo crea una separazione fra Jobs e i suoi amici, come tra il suo coinquilino Kottke e la sua ragazza Chris-Ann Brennan. Quando la Brennan gli dice che è incinta, Jobs tronca il rapporto, continuando a negare che la piccola possa essere sua figlia.
Nel frattempo il gruppo sviluppa un personal computer innovativo, il Macintosh, e John Sculley viene ingaggiato da Jobs come CEO di Apple. La nuova squadra composta da Bill Atkinson, Burrell Smith, Chris Espinosa e Andy Hertzfeld riesce nell'impresa di terminare il Macintosh in tempo per il lancio sul mercato, fissato da Jobs per il gennaio 1984. La data è cruciale poiché la campagna pubblicitaria punta a identificare il colosso IBM come il Grande Fratello del romanzo 1984 di George Orwell.
Nonostante il lancio esaltante, le vendite del nuovo computer tuttavia ristagnano a causa del prezzo elevato, fissato da Sculley in opposizione al parere negativo di Jobs. I contrasti tra i due aumentano, portando il consiglio di amministrazione a dover decidere chi tra i due dovesse continuare a guidare la Apple; il consiglio si schiera a favore di Sculley e Jobs viene costretto a lasciare l'azienda nel 1985.
Il film salta al 1996, dove vediamo un Jobs sposato con Laurene Powell, la seconda moglie, che ha accettato la convivenza con Lisa, la figlia della prima moglie. Da Lauren, Jobs ha un figlio, Reed.
Negli anni trascorsi Apple ha visto la sua posizione sul mercato deteriorarsi; i tagli ai costi hanno rallentato l'aggiornamento del sistema operativo di Macintosh, divenuto obsoleto. L'unica soluzione possibile è l'adozione di un sistema già sviluppato e la Apple seleziona e acquista la NeXT, la società fondata da Jobs dopo la sua estromissione. Pertanto a Steve viene chiesto dall'allora amministratore delegato Gil Amelio di rientrare come consulente. Successivamente Jobs viene nominato nuovo amministratore delegato, e in questa veste licenzia Amelio e gran parte del consiglio di amministrazione reo di aver votato a favore di Sculley nel 1985, compreso il suo ex-amico Markkula.
Steve ridefinisce il portafoglio prodotti di Apple e si concentra sul design con l'intenzione di recuperare la reputazione di Apple, finendo per creare un rapporto molto stretto con Jonathan Ive, il responsabile della divisione.
Prima dei titoli di coda, vengono mostrate le foto originali di tutti i personaggi principali in coppia con l'attore che ne ha interpretato la parte per sottolinearne la grande somiglianza.

## Produzione
Diretto da Joshua Michael Stern e scritto da Matt Whiteley, il film venne prodotto dal Five Star Institute in collaborazione con Silver Reel, che svilupparono il progetto a partire dall'agosto del 2011. Le riprese iniziarono nel giugno del 2012 a Los Altos in California, proprio nel garage della casa dove l'imprenditore fondò la Apple assieme a Steve Wozniak per poi spostarsi nel mese di agosto in India e successivamente a Los Angeles.

### Casting
Il primo attore ad entrare nel cast del film fu Ashton Kutcher che il 1º aprile 2012 venne scelto per interpretare Steve Jobs, il protagonista del film. Il 26 dello stesso mese, Josh Gad venne aggiunto al cast per interpretare il ruolo del cofondatore della Apple Steve Wozniak e nel mese di giugno si unirono al cast anche gli attori Dermot Mulroney, Ron Eldard, John Getz, Lesley Ann Warren e James Woods, rispettivamente nei ruoli di Mike Markkula, di Rod Holt, dei genitori adottivi di Steve Paul e Clara Jobs e di Jack Dudman. Successivamente, 10 luglio dello stesso anno, vennero aggiunti al cast anche Kevin Dunn e J. K. Simmons, rispettivamente nei ruoli di Gil Amelio e di Arthur Rock.

## Distribuzione
Il film è stato proiettato in anteprima il 25 gennaio 2013, come chiusura dell'edizione del 2013 del Sundance Film Festival.
Inizialmente il film avrebbe dovuto essere distribuito nei cinema statunitensi a partire dal 19 aprile 2013, giorno del 37º anniversario della fondazione della Apple, ma l'uscita venne rinviata a data da destinarsi per preparare meglio il lancio.
Il 12 giugno 2013 la data di uscita nei cinema statunitensi venne infine fissata al 16 agosto 2013. In Italia doveva inizialmente essere distribuito dalla Filmauro, ma la pellicola venne successivamente acquistata dalla M2 Pictures, che ha distribuito il film a partire dal 14 novembre 2013. Il primo trailer del film è stato distribuito da Yahoo! Movies il 21 giugno 2013. Il primo trailer italiano viene distribuito dalla M2 Pictures il 7 ottobre 2013.

## Accoglienza

### Critica
Le critiche mosse subito dopo l'uscita del film negli USA, lo descrivono come un film superficiale, che si limita a riproporre una figura mitizzata di Steve Jobs, priva del necessario approfondimento psicologico, e spesso espressione più delle aspettative delle idee del pubblico, che della realtà biografica.
Le critiche al film giungono anche da uno dei principali diretti interessati, ovvero Steve Wozniak, che, dopo aver visto il film lo ha brevemente recensito su Gizmodo: secondo il suo parere, il film è privo di aderenza con la realtà, un difetto che imputa direttamente a Kutcher, l'attore protagonista, e alla sua immagine di Steve Jobs, probabilmente mitizzata in maniera eccessiva, soprattutto nella prima fase della carriera, che, secondo Wozniak avrebbe dovuto essere trattata in maniera diversa.